# Ґурукула

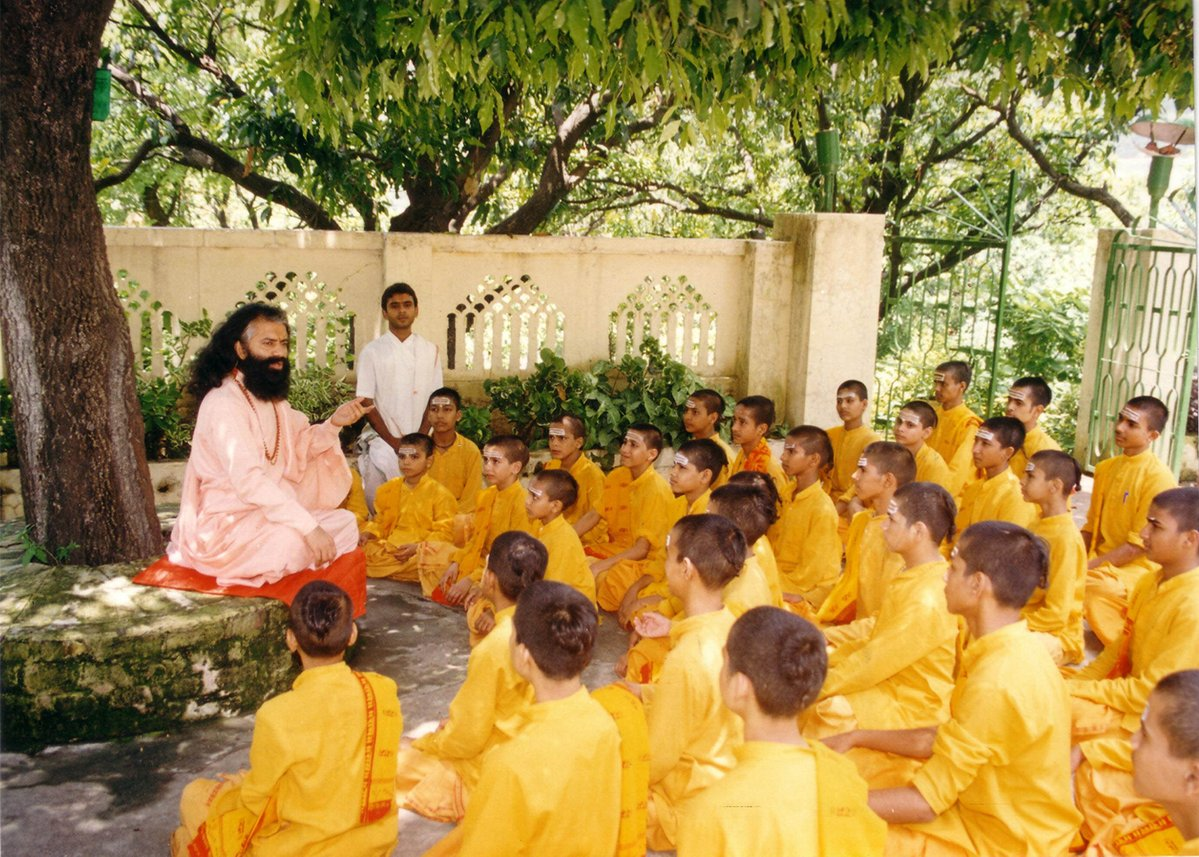
Гуру навчає студентів у ґурукулі

Ґурукул або ґурукулам (санскр. गुरुकुल, трансліт. gurukul) — тип системи освіти у Стародавній Індії з shishya («учні» або «послідовники»), які живуть поруч або з ґуру в одному будинку упродовж певного періоду часу, де вони навчаються та отримують освіту від свого гуру. За традицією, навпаки, слово Гуру має дуже обмежене використання і зазвичай не застосовується до окремих вчителів, тоді як інститут Ґурдвара має важливу соціальну роль замість монастирської. Слово ґурукула є поєднанням санскритських слів ґуру («вчитель» або «майстер») і кула («сім'я» або «дім»). Цей термін також використовується сьогодні для позначення житлових монастирів або шкіл, якими керують сучасні гуру. Правильна множина цього терміну — ґурукулам, хоча gurukuls також використовується в англійській та деяких інших європейських мовах.
Учні вчаться у гуру і допомагають йому в повсякденному житті, включаючи виконання щоденних мирських домашніх справ. Проте деякі вчені припускають, що ці заходи не є повсякденними і є дуже важливою частиною освіти для виховання самодисципліни серед учнів. Як правило, гуру не отримує і не приймає жодних гонорарів від shishya за навчання з ним, оскільки стосунки між гуру та шиш'я вважаються дуже священними.
Наприкінці свого навчання shishya пропонує гуру дакшина перед тим, як покинути ґурукул. Ґурудакшина — це традиційний жест визнання, поваги та подяки гуру, який може бути грошовим, але також може бути особливим завданням, яке вчитель хоче, щоб учень виконав. Живучи в ґурукулі, студенти перебувають далеко від свого дому упродовж декількох місяців або років поспіль. Завдяки ґурукулу студенти навчалися самодисципліни, ввічливості, доброго гуманізму та духовності, що допоможе їм стати просвітленою людиною в майбутньому.

## Історія

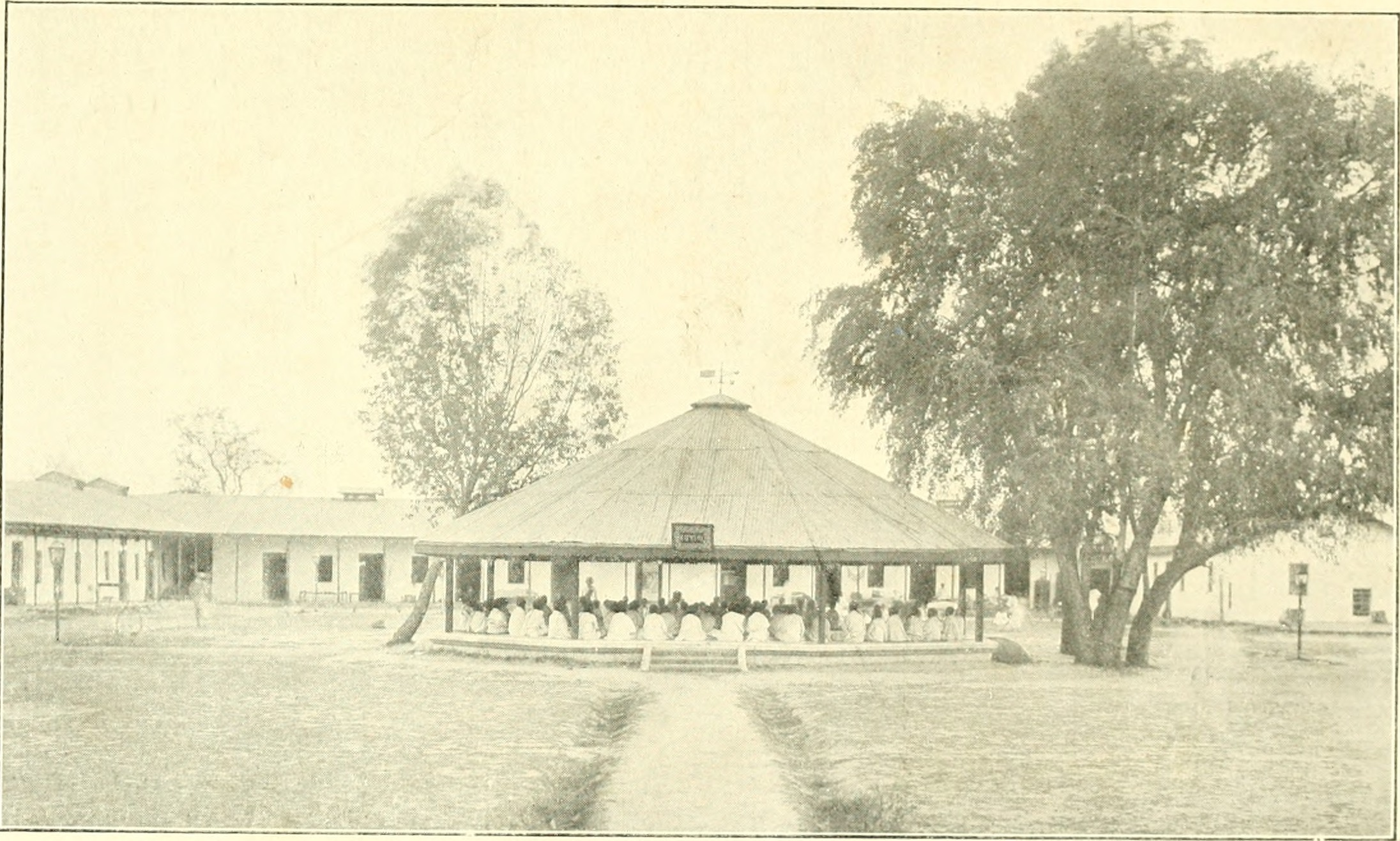
Хлопці зі школи Arya Samaj ґурукул виконують ритуал Хома (1915 р.)

Система освіти ґурукул існувала з давніх часів. В Упанішадах (1000—800 рр. до н. е.) згадується кілька ґурукулам, в тому числі гуру Дрона в Ґурґаоні. Бгрігу Валі (дискурс про Брахмана), як кажуть, мав місце в ґурукулі гуру Варуні. Ведична школа думки призначає [ґурукула] Помилка: {{Lang}}: недійсний параметр: |3= (допомога) (священний обряд переходу) для всіх осіб у віці до 8 років принаймні до 12 років. Від ініціації до 25-річного віку всім особам наказано бути студентами та залишатися неодруженими, безшлюбними.
Ґурукулами підтримувалися громадськими пожертвуваннями. Після цього було багато наступних ведичних думок, які зробили ґурукул однією з найдавніших форм державних шкільних центрів.

### 18 століття та колоніальний період
Дгарампал відіграв важливу роль у зміні розуміння доколоніальної індійської системи освіти. Основні твори Дгарампала засновані на документах колоніального уряду про індійську освіту, сільське господарство, технології та мистецтво в період колоніального панування в Індії. Його піонерське історичне дослідження, яке інтенсивно проводилося протягом десяти років, надає докази з обширних перших звітів британських адміністраторів про широке поширення корінних навчальних закладів у Бомбеї, Бенгалії та Мадрасі, а також у Пенджабі, викладання за складною навчальною програмою з щоденною школою відвідування близько 30 % дітей 6–15 років.

## Відродження системи ґурукул
У колоніальну епоху система в Індії переживала різкий занепад. Даянанда Сарасваті, засновник Ар'я-самадж і Свамі Шраддгананд, були піонерами сучасної системи ґурукул, який у 1886 році заснував широко розповсюджені даянські та англо-ведичні державні школи та університети.
У 1948 році Шастріджі Магарадж Шрі Дгарамдживан дас Свамі наслідував його приклад і заснував перший Свамінараян ґурукул у Раджкоті в штаті Гуджарат в Індії. Останнім часом кілька ґурукулам}} відкрилися в Індії, а також за кордоном з бажанням підтримувати традиції.
Різні ґурукули все ще існують в Індії, і дослідники вивчали ефективність системи через ці установи. З появою нових засобів масової комунікації багато ґуру та вчених Веданти відкривають E-ґурукули. Ці ґурукули працюють в Інтернеті та зараз передають знання про різні індуїстські писання за допомогою Інтернету.
У 1990 році Шрі Шрі Анандамуртіджі заснував Ananda Marga Gurukul зі штаб-квартирою в Ананданагарі, округ Пурулія, Західна Бенгалія, Індія, а також її філії по всьому світу. {www.gurukul.edu} Він призначив Ачар'ю Шамбгушівананда Авадгуту своїм кулапаті (канцлером) і сформував скелетну структуру для поширення «неогуманістичної освіти» по всьому світу.

## Наукові праці про ґурукул
- Дгарампал, вчений Гандіаїн, написав книгу під назвою "Прекрасне дерево: освіта корінних індійців у вісімнадцятому столітті[18]
- Професор Мармар Мухопадай уклав книгу під назвою «Загальне управління якістю в освіті», витягнувши ідеї з давньої системи освіти.[19] Він також розробив концепцію багатоканального навчання на основі педагогіки ґурукул.[20]
- Анкур Джоші є автором дослідницьких статей під назвою «Початкова освіта в Бгараті (тобто в Індії): висновки з постколоніального етнографічного дослідження ґурукул»,[21] Постколоніальна перспектива освіти в Бгараті[22] та Надання цілісної освіти для сучасності часи: Банастхалі Від'япітх і система ґурукул.[23]

## Поза межами Індії
Система освіти ґурукулам доступна також за межами Індії. Вони відомі як ґурукул.

### У Бельгії
У Центрі джайнської культури в Антверпені діти віком від 8 до 16 років вивчають ведичну математику, мистецтво, музику, а також ведичну астрологію, джйотіші, санскрит і йогу.
Діти беруть участь у цьому ґурукулі під час канікул у традиційних школах, протягом тижня в жовтні/листопаді, 2 тижнів під час великодніх канікул і 1 місяць під час літніх канікул.